# Осиновая Гряда
Осиновая Гряда — поселок в Лихославльском районе Тверской области.

## География
Находится в центральной части Тверской области на расстоянии приблизительно 9 км на юг-юго-запад по прямой от районного центра города Лихославль.

## История
Поселок возник в начале XX века, одновременно с основанием торфопредприятия. Торфяник общей площадью в промышленной залежи 653 га начали эксплуатировать в 1912 году. Здесь трудилось с 1916 по 1918 годы от 200 до 600 человек. Однако в 1927 году предприятие было законсервировано, добыча торфа прекращена и возобновлена только в 1937 году. В 1992 году торфопредприятие было переименовано в «Производственный участок № 14». В августе 2002 года предприятие было полностью ликвидировано. До 2021 деревня входила в Вёскинское сельское поселение Лихославльского района до его упразднения.

## Население
Численность населения: 464 человека (русские 91 %) в 2002 году, 478 в 2010.